# Osmunda superba
Osmunda superba là một loài dương xỉ trong họ Osmundaceae. Loài này được J.B.Armstr. mô tả khoa học đầu tiên năm 1881.
Danh pháp khoa học của loài này chưa được làm sáng tỏ. 